# Bernardino I da Polenta
Bernardino da Polenta (... – 1359) è stato un nobile italiano.
Fu signore di Ravenna e podestà di Ravenna e Cervia.

## Biografia
Alla morte del padre Ostasio I, avvenuta nel 1346, gli succedette come podestà di Ravenna e di Cervia. Per avere il dominio assoluto e incontrastato sulla città, fece arrestare e incarcerare i fratelli Lamberto e Pandolfo, che nel 1347 morirono di fame.
Crudele e tiranno, sotto il suo dominio la città conobbe un periodo di guerre e di miseria della popolazione, dovuta quest'ultima all'enorme pressione tributaria che imponeva ai suoi abitanti.
Nel 1350 fece rapire una giovane nobile tedesca che per caso si trovò a Ravenna perché doveva recarsi a Roma in pellegrinaggio per il Giubileo. La donna forzata a sottostare alle voglie sessuali del Polenta, e impossibilitata a mantenere la propria castità, si tolse la vita. La vicenda è ricordata dai racconti popolari come Il fatto della bella contessa. Nel 1354, i fratelli della contessa assunsero il Conte Lando per vendicare la morte della sorella uccidendo Bernardino. Ravenna venne assaltata dalle milizie della Grande Compagnia del Lando nel mese di dicembre, che la saccheggiarono, ma poi il mese successivo, il Polenta offrì al Conte Lando 12.000 fiorini e questi abbandonò il territorio.
Si ammalò e morì nel 1359. Gli succedette il figlio Guido III.

## Discendenza
Bernardino sposò in prime nozze Monaldesa Brunforte, senza discendenza. Sposò in seconde nozze Maddalena Balbi ed ebbero cinque figli:
- Guido, sposò Lisa di Obizzo d’Este e gli succederà nella signoria;
- Apollinare (?-1397);
- Lodovico (?-1378);
- Francesca (?-1398), badessa del monastero ravennate di Sant’Andrea;
- Francesco (?-1414), sposò in prime nozze Camilla Scarabigoli e in seconde nozze Leonida Toschi.